# Guadalajara Open Akron
Guadalajara Open Akron este un turneu profesionist de tenis feminin de nivel WTA 1000. Are loc pe terenuri dure în aer liber și a fost introdus în 2022 pentru a se juca în luna octombrie la Centrul Panamerican de Tenis din orașul Zapopan, Mexic (zona metropolitană Guadalajara). Turneul a fost introdus din cauza suspendării tuturor turneelor WTA din China în urma controversei privind acuzațiile sexuale făcute de sportiva chineză Peng Shuai împotriva lui Zhang Gaoli, un membru de rang înalt al Partidului Comunist Chine. După ce au organizat cu succes finala WTA din 2021 la Guadalajara, organizatorii turneului sperau să găzduiască un alt eveniment mare în 2022 pentru care au fost recompensați de WTA.

## Rezultate

### Simplu
| An           | Campioană       | Finalistă         | Scor          |
| ------------ | --------------- | ----------------- | ------------- |
| ↓ WTA 1000 ↓ |                 |                   |               |
| 2022         | Jessica Pegula  | Maria Sakkari     | 6–2, 6–3      |
| 2023         | Maria Sakkari   | Caroline Dolehide | 7–5, 6–3      |
| ↓ WTA 500 ↓  |                 |                   |               |
| 2024         | Magdalena Fręch | Olivia Gadecki    | 7–6(7–5), 6–4 |

### Dublu
| An           | Campioană                       | Finalistă                             | Scor                       |
| ------------ | ------------------------------- | ------------------------------------- | -------------------------- |
| ↓ WTA 1000 ↓ |                                 |                                       |                            |
| 2022         | Storm Sanders Luisa Stefani     | Anna Danilina Beatriz Haddad Maia     | 7–6(7–4), 6–7(2–7), [10–8] |
| 2023         | Storm Hunter (2) Elise Mertens  | Gabriela Dabrowski Erin Routliffe     | 3–6, 6–2, [10–4]           |
| ↓ WTA 500 ↓  |                                 |                                       |                            |
| 2024         | Anna Danilina Irina Khromacheva | Oksana Kalashnikova Kamilla Rakhimova | 2–6, 7–5, [10–7]           |